# 烽火飛花
《烽火飛花》，香港無綫電視翡翠台民初抗戰電視劇，改編自徐速小說《櫻子姑娘》，於1981年5月11日首播，共20集，監製為馮粹帆，呂良偉、趙雅芝、鄭少秋主演。背景為八年抗戰中國剛淪陷於日軍時，故事描述一家師範學校裡發生的愛情故事，劇中交織著青年人在大時代下，國家使命、個人愛情的恩怨情仇。

## 角色
- 鄭少秋 飾 汪東原

來自東北的中國人，原名李國光，國民黨陸軍上校，後加入日軍做翻譯官，日軍佔領洛平後，到學校任教日文。眾人都以為他是賣國賊，其實他是重慶國民政府派來，潛伏於日軍中刺探敵情的軍統間諜，代號「長江九號」。洛平光復後，晉升陸軍少將，調職洛平市綏靖公署主任，但最後被誤會他的吳漢聲錯殺而死。
- 趙雅芝 飾 犬養櫻子

日本憲兵隊長犬養光雄的女兒，到學校讀書，為人純真善良。母親是日本人惠子（趙雅芝分飾），其母最初戀上李光中，後李返回中國，才嫁給其父。初時傾慕汪東原，後來誤會汪的為人，轉而愛上吳漢聲。
- 呂良偉 飾 吳漢聲

學生領袖，激進份子。學校淪陷以後復課被迫學習日文而結識犬養櫻子，最初對她非常厭惡，後來真正認識她的為人，二人開始相愛。吳跟隨老師楊尚恕投入地下抗日運動，在愛情、家國間難以抉擇，最後離開家鄉從軍。
- 馮粹帆 飾 楊尚恕

原名李光中，游擊隊長，共產黨員，早年留學日本，抗日時期，為掩飾身份，在學校中做教員，帶領部分學生地下抗日。被揭發後自殺前，才發現汪東原的真正身份。臨死前給學生的遺囑，表面上叫他們努力學習，不要輕言犧牲，和平後中國的建設非常需要他們，但其實內含汪東原為「長江九號」搜集之情報，後來鈴木破解內容後為汪東原所殺。
- 曾慶瑜 飾 穆莉

汪東原的妻子。
- 楊盼盼 飾 孫勝男
- 李成昌 飾 楊山
- 龍天生 飾 朱慕道
- 甘國衛 飾 丁玉如
- 程思俊 飾 田牧青
- 李建川 飾 侯朝二
- 霍潔貞 飾 王英
- 藍　天 飾 犬養光雄
- 關海山 飾 鈴木浩二
- 譚一清 飾 丁新齋
- 周　吉 飾 丁六
- 曾楚霖 飾 丁九。

由於曾楚霖抗戰期間曾任職於軍統，因此在本劇中擔任顧問，「長江九号」汪東源(鄭少秋飾)一角就有曾氏當年的影子。
- 薛彩霞 飾 護士
- 談泉慶 飾 剛占山
- 陳榮輝 飾 馬副官
- 陳有后 飾 校長
- 曹　濟 飾 馬興財
- 駱　恭 飾 游擊隊首領
- 劉國誠 飾 胡三（游擊隊員）
- 黎少芳 飾 朱五嫂（游擊隊員）
- 李壽棋 飾 穆父

此信家國披敵寇，

罪證如山血奔流，

長存寧為玉碎義，

安於危境無怨由，

陷汪洋巨浪吞舟，

赴東渡苦學振謀，

中原何辜遭蹂躪，

獨處絕地志未酬。

詩贈二之友
此信是楊尚恕臨死前寫給學生的，表面說是自己遠赴日本求學卻不能報效國家，但其實隱藏證據藏於汪東原處，詩最後寫（詩贈二之友），就是要學生想明白將詩每行第二個字抽出來，然後就會出現「信證存於汪東原處」的秘密。

## 劇集歌曲
主題曲《烽火飛花》
- 作曲：顧嘉煇
- 填詞：黃霑
- 主唱：鄭少秋

插曲《長為曙光盼》
- 作曲：顧嘉煇
- 填詞：黃霑
- 主唱：鄭少秋

插曲《留下你的夢》
- 作曲：顧嘉煇
- 填詞：黃霑
- 主唱：曾慶瑜

插曲《凱旋歌》
- 作曲及填詞：黃霑
- 主唱：鄭少秋

### 主題曲
本劇主題曲是由顧嘉輝作曲、編曲，黃霑填詞，鄭少秋主唱，頗有動盪時代下必須於家國愛情兩者間抉擇的氣魄。

河山滿目烽煙起　神州漫天風雨飛

雄獅醒覺顯威風　決心拚生死

縱有熱愛熱情兒女事　忍心不記起

獻上熱血熱腸男子氣　犧牲小我見仁義

人生性命本可貴　情痴亦一世回味

為保家國肯輕拋　兩者都不記起

## 電視節目的變遷
| 英屬香港無綫電視翡翠台 逢星期一至五 20：30 - 21：30 | 英屬香港無綫電視翡翠台 逢星期一至五 20：30 - 21：30 | 英屬香港無綫電視翡翠台 逢星期一至五 20：30 - 21：30 |
| --------------------------------------------------- | --------------------------------------------------- | --------------------------------------------------- |
|                                                     | 烽火飛花 (1981.5.11 - 1981.6.5)                     |                                                     |
| 千王群英會 (1981.4.13-1981.5.8)                     | 無雙譜 (1981.6.8-1981.6.26)                         |                                                     |

## 外部連結
- 烽火飛花TVB網頁 （页面存档备份，存于）